# インフィニティーアベニュー
株式会社インフィニティーアベニュー（Infinity ave）は日本の芸能事務所である。

## 所属タレント

### 現在
男性
- 服部真樹
- 真鍋優太
- 小倉章吾
- 桑流水智昭
- 石井崇章

女性
- 藤倉幸子
- 石川理咲子
- エリザベス
- 牧瞱瞱
- 牧雷雷
- 坂本柚希